# Zelenogradszk

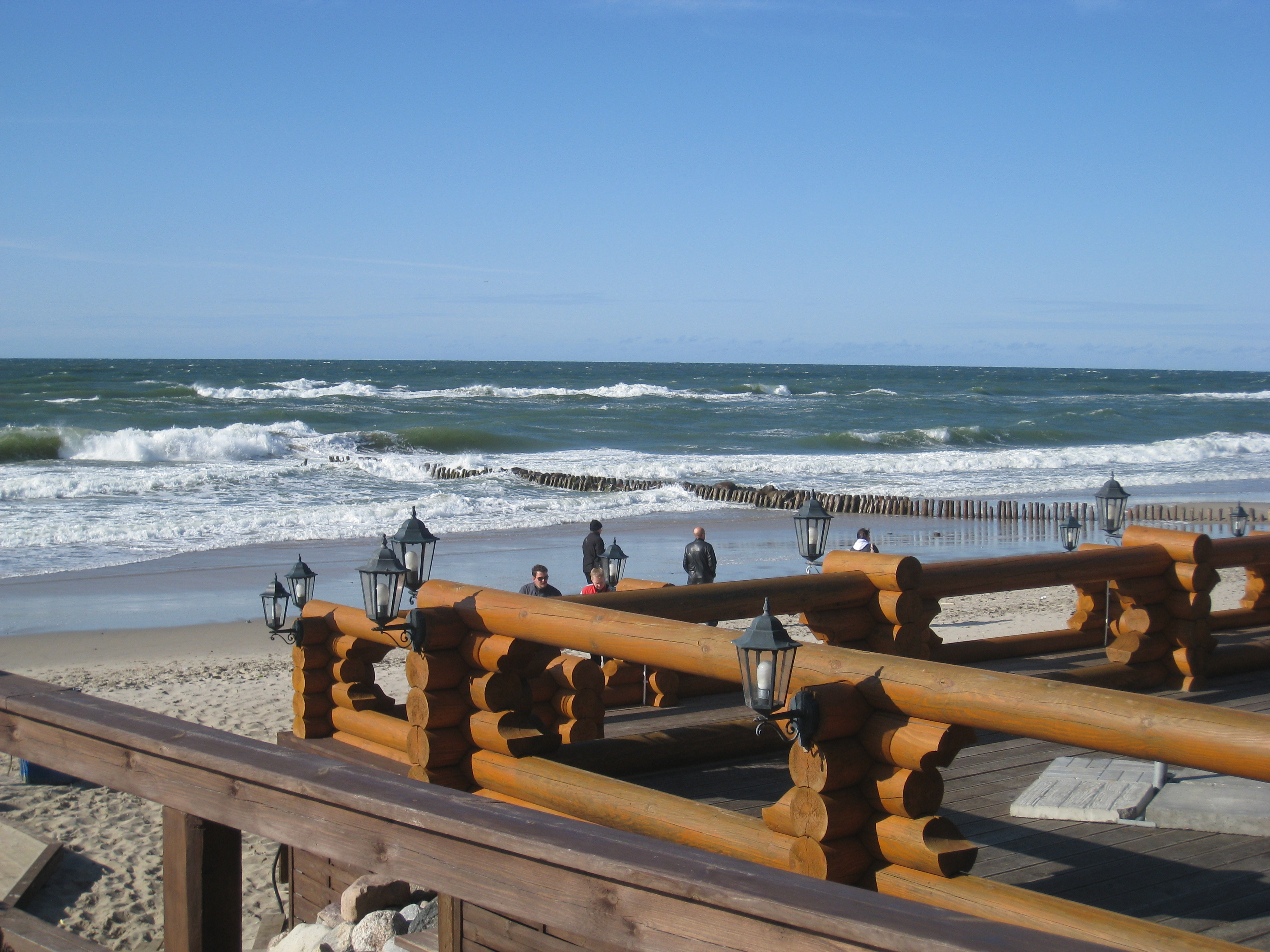
Zelenogradszk tengerpartja (2012)

Zelenogradszk (oroszul: Зеленогра́дск, németül: Cranz) kisváros a Kalinyingrádi területen, a Balti-tenger partján, a Szambiai-félsziget közelében. 

## Történelem
Eredetileg régi porosz halászfalu volt a Balti-tenger partján. Később letelepedtek itt a németek, ekkor a város neve Cranzra változott. A 19. században Cranz néven kedvelt üdülőfalu lett, de a halászati ágazat még mindig erős maradt. Ekkor a Porosz Királysághoz tartozott. A második világháború alatt lerohanták a szovjet katonák, és a Szovjetunióhoz csatolták. Ekkor körülbelül 600 lakosa volt, de még mindig nem kapott városi rangot. Nem sokkal később a német lakosok kitelepültek. 1946-ban a település neve Zelenogradszk lett.

## Lakosság
2002-ben a lakossága 12509 fő volt, 2010-ben már 13026 fő. 

## Turizmus
A hidegháború idején a turizmust elhanyagolták, az utóbbi években azonban kedvelt orosz üdülőhely.

## Fordítás
- Ez a szócikk részben vagy egészben  a   Zelenogradsk című angol Wikipédia-szócikk fordításán alapul.  Az eredeti cikk szerkesztőit annak laptörténete sorolja fel. Ez a jelzés csupán a megfogalmazás eredetét és a szerzői jogokat jelzi, nem szolgál a cikkben szereplő információk forrásmegjelöléseként.